# 娇兰佳人
娇兰佳人是中華人民共和國一個化妆品连锁品牌，成立於2005年。娇兰佳人的產品涵蓋护肤品、美妆、时尚生活用品等八大品类，門店擴張模式为连锁加盟。

## 歷史
娇兰佳人由浙江温州乐清人蔡汝青与弟弟蔡丙国創辦。2005年5月28日，娇兰佳人开设了第一家店——广州棠景店。此後娇兰佳人將市場瞄準中國非一线城市並借助加盟模式擴展門店。2015年1月门店数突破1000家。2016年，娇兰佳人是中国本土最大规模的化妆品零售连锁品牌，仅次于屈臣氏。截至2017年，娇兰佳人已开设1870家门店。同年起，娇兰佳人開始大力发展自有品牌。截至2019年，娇兰佳人的十个自有品牌占收入的半壁江山，销售额达20亿元人民币。根據“2019年度中国化妆品连锁店排行榜”統計，娇兰佳人在中國共有2300多家门店，數量位居榜首，排名第二的“唐三彩”则是1184家门店。2020年5月底，娇兰佳人董事長蔡汝青承認，由於受到電子商務的冲击，娇兰佳人的門店擴張計劃受阻。

## 總部
2017年，娇兰佳人集团新大厦開始建造。2021年1月，娇兰佳人集团新大厦正式啟用。娇兰佳人集团新大厦位于广东省廣州市白云区白云新城商务中心片区，总用地6000余平方米。

## 媒体评价
- 36氪：与德克士、正新鸡排、蜜雪冰城等中国本土品牌合称“小镇F4”[7]